# Lucien Baudens
Jean Baptiste Lucien Baudens (Aire-sur-la-Lys, 3 april 1802 - Parijs, 27 december 1857) was een Frans militair arts en chirurg ten tijde van het Tweede Franse Keizerrijk. Hij diende in Frans-Algerije, in Frankrijk en tijdens de Krimoorlog.

## Biografie
Na zijn studies in Straatsburg en Parijs werd Lucien Baudens in 1829 doctor in de geneeskunde. Kort na de Franse verovering van Algerije op het Ottomaanse Rijk in 1830, ging hij er als militair arts aan de slag en verzorgde er de gewonde Franse soldaten.
In 1838 keerde hij terug naar Frankrijk, om er arts in het militair hospitaal van Rijsel te worden, al zou hij nog verscheidene malen Algerije bezoeken. Baudens bleef echter verbonden aan het leger. In 1857 vertrok hij naar de Krim, waar de Krimoorlog was uitgebroken, een oorlog waarin het Tweede Franse Keizerrijk een strijdende partij was. In deze regio heersten immers tyfus en cholera.
Tijdens zijn verblijf op de Krim zou ook Baudens zelf tyfus oplopen. Hij overleed aan de gevolgen van deze ziekte in Parijs op 27 december 1857.

## Onderscheidingen
- Ridder in het Legioen van Eer.
- Officier in het Legioen van Eer.
- Commandeur in het Legioen van Eer.